# Șag (Timiș)
Șag é uma comuna romena localizada no distrito de Timiș, na região histórica do Banato (parte da Transilvânia). A comuna possui uma área de 38.09 km² e sua população era de 3009 habitantes segundo o censo de 2011.

## População
| 2002 | 2011 |
| 2754 | 3009 |